# Diliolophus vexator
Diliolophus vexator là một loài bọ cánh cứng trong họ Cerambycidae.